# كسوف الشمس 21 أغسطس 2036
سيحدث كسوف جزئي للشمس يوم الخميس 21 أغسطس 2036. يحدث كسوف الشمس عندما يمر القمر بين الأرض والشمس ، وبالتالي يحجب صورة الشمس كليًا أو جزئيًا عن مشاهد على الأرض. يحدث كسوف جزئي للشمس في المناطق القطبية من الأرض عندما يغيب مركز ظل القمر عن الأرض.

## الصور
مسار متحرك

## الخسوفات ذات الصلة

### كسوف الشمس 2033-2036
هذا الكسوف هو جزء من سلسلة كسوف الشمس 2033-2036. يتكرر الكسوف في كل 177 يومًا تقريبًا و 4 ساعات في العقد المتناوبة من مدار القمر.
| عقدة تنازلية                                                                | عقدة تنازلية                   |     | عقدة تصاعدية         | عقدة تصاعدية |
| 120                                                                         | مارس 30, 2033 كلي              | 125 | سبتمبر 23, 2033 جزئي |              |
| 130                                                                         | مارس 20, 2034 [الإنجليزية] كلي | 135 | سبتمبر 12, 2034 حلقي |              |
| 140                                                                         | مارس 9, 2035 حلقي              | 145 | سبتمبر 2, 2035 كلي   |              |
| 150                                                                         | فبراير 27, 2036 جزئي           | 155 | أغسطس 21, 2036 جزئي  |              |
| يحدث كسوف جزئي للشمس في 23 يوليو 2036 في مجموعة خسوف السنة القمرية التالية. |                                |     |                      |              |

### سلسلة ساروس 155
وهي جزء من دورة ساروس 155 ، تتكرر كل 18 سنة ، 11 يومًا (223 شهرًا مجمعًا) ، وتحتوي على 71 حدثًا.
بدأت السلسلة بكسوف جزئي للشمس في 17 يونيو 1928.
وخسوفًا كليًا من 12 سبتمبر 2072 إلى 30 أغسطس 2649.
تحتوي السلسلة أيضًا على 3 كسوفات هجينة من 10 سبتمبر ، 2667 إلى 3 أكتوبر ، 2703
و 20 خسوفًا حلقيًا من 13 أكتوبر 2721 إلى 8 مايو 3064.
تنتهي السلسلة عند الحدث 71 ككسوف جزئي في 24 يوليو 3190.
وستكون أطول كسوفات كلية في 26 أكتوبر 2144 وفي 7 نوفمبر 2162 عند 4 دقائق و 5 ثوانٍ .
| أعضاء السلسلة 1-10 تحدثوا بين 1901 و 2100: | أعضاء السلسلة 1-10 تحدثوا بين 1901 و 2100: | أعضاء السلسلة 1-10 تحدثوا بين 1901 و 2100: |
| 1                                          | 2                                          | 3                                          |
| ------------------------------------------ | ------------------------------------------ | ------------------------------------------ |
| يونيو 17, 1928 [الإنجليزية]                | يونيو 29, 1946 [الإنجليزية]                | يوليو 9, 1964 [الإنجليزية]                 |
| 4                                          | 5                                          | 6                                          |
| يوليو 20, 1982 [الإنجليزية]                | يوليو 31, 2000 [الإنجليزية]                | أغسطس 11, 2018                             |
| 7                                          | 8                                          | 9                                          |
| أغسطس 21, 2036                             | سبتمبر 2, 2054 [الإنجليزية]                | سبتمبر 12, 2072 [الإنجليزية]               |
| 10                                         |                                            |                                            |
| سبتمبر 23, 2090 [الإنجليزية]               |                                            |                                            |

### سلسلة ميتونيك
تتكرر السلسلة ميتونيك كل 19 عامًا (6939.69 يومًا) ، وتستمر حوالي 5 دورات. يحدث الكسوف في نفس تاريخ التقويم تقريبًا. بالإضافة إلى ذلك ، تتكرر سلسلة أكتون الفرعية 1/5 من ذلك أو كل 3.8 سنوات (1387.94 يومًا). تحدث جميع الكسوفات في هذا الجدول عند العقدة الصاعدة للقمر.
| 21 أحداث الكسوف ، تتقدم من الجنوب إلى الشمال بين 10 يونيو 1964 و 21 أغسطس 2036 | 21 أحداث الكسوف ، تتقدم من الجنوب إلى الشمال بين 10 يونيو 1964 و 21 أغسطس 2036 | 21 أحداث الكسوف ، تتقدم من الجنوب إلى الشمال بين 10 يونيو 1964 و 21 أغسطس 2036 | 21 أحداث الكسوف ، تتقدم من الجنوب إلى الشمال بين 10 يونيو 1964 و 21 أغسطس 2036 | 21 أحداث الكسوف ، تتقدم من الجنوب إلى الشمال بين 10 يونيو 1964 و 21 أغسطس 2036 |
| يونيو 10–11                                                                    | مارس 27–29                                                                     | يناير 15–16                                                                    | نوفمبر 3                                                                       | أغسطس 21–22                                                                    |
| 117                                                                            | 119                                                                            | 121                                                                            | 123                                                                            | 125                                                                            |
| ------------------------------------------------------------------------------ | ------------------------------------------------------------------------------ | ------------------------------------------------------------------------------ | ------------------------------------------------------------------------------ | ------------------------------------------------------------------------------ |
| يونيو 10, 1964 [الإنجليزية]                                                    | مارس 28, 1968 [الإنجليزية]                                                     | يناير 16, 1972 [الإنجليزية]                                                    | نوفمبر 3, 1975 [الإنجليزية]                                                    | أغسطس 22, 1979 [الإنجليزية]                                                    |
| 127                                                                            | 129                                                                            | 131                                                                            | 133                                                                            | 135                                                                            |
| يونيو 11, 1983 [الإنجليزية]                                                    | مارس 29, 1987 [الإنجليزية]                                                     | يناير 15, 1991 [الإنجليزية]                                                    | نوفمبر 3, 1994 [الإنجليزية]                                                    | أغسطس 22, 1998 [الإنجليزية]                                                    |
| 137                                                                            | 139                                                                            | 141                                                                            | 143                                                                            | 145                                                                            |
| يونيو 10, 2002                                                                 | مارس 29, 2006                                                                  | يناير 15, 2010                                                                 | نوفمبر 3, 2013                                                                 | أغسطس 21, 2017                                                                 |
| 147                                                                            | 149                                                                            | 151                                                                            | 153                                                                            | 155                                                                            |
| يونيو 10, 2021                                                                 | مارس 29, 2025                                                                  | يناير 14, 2029                                                                 | نوفمبر 3, 2032                                                                 | أغسطس 21, 2036                                                                 |

## روابط خارجية
- www.solar-eclipse.de - متوسط التغطية السحابية والمدن على طول مسار الكسوف